# Torneo Nacional de Boxeo Playa Girón 1994
Das Torneo Nacional de Boxeo Playa Girón 1994 wurde vom 17. bis zum 30. Januar 1994 in Ciego de Ávila ausgetragen und war die 33. Austragung der nationalen kubanischen Meisterschaften im Amateurboxen.

## Medaillengewinner
Die Meistertitel wurden in zwölf Gewichtsklassen vergeben.
| Gewichtsklasse                  | Gold                  | Silber                 | Bronze             |
| ------------------------------- | --------------------- | ---------------------- | ------------------ |
| Halbfliegengewicht (bis 48 kg)  | Maikro Romero         | Lázaro Urrutia         | Manuel Mantilla    |
| Halbfliegengewicht (bis 48 kg)  | Maikro Romero         | Lázaro Urrutia         | Juan Ramírez       |
| Fliegengewicht (bis 51 kg)      | Waldemar Font         | Raimundo Jiménez       | Yoandry Reyes      |
| Fliegengewicht (bis 51 kg)      | Waldemar Font         | Raimundo Jiménez       | Alexandre Jiménez  |
| Bantamgewicht (bis 54 kg)       | Neslan Machado        | Enrique Carrión        | Juan Despaigne     |
| Bantamgewicht (bis 54 kg)       | Neslan Machado        | Enrique Carrión        | Pedro Figueredo    |
| Federgewicht (bis 57 kg)        | Lorenzo Aragón        | Mario Kindelán         | Amauri Ciprian     |
| Federgewicht (bis 57 kg)        | Lorenzo Aragón        | Mario Kindelán         | Enrique Fonseca    |
| Leichtgewicht (bis 60 kg)       | Diosbelys Hurtado     | Julio González         | Joel Casamayor     |
| Leichtgewicht (bis 60 kg)       | Diosbelys Hurtado     | Julio González         | Pablo Rojas        |
| Halbweltergewicht (bis 63,5 kg) | Héctor Vinent         | Alexander Mesa         | Ramón López        |
| Halbweltergewicht (bis 63,5 kg) | Héctor Vinent         | Alexander Mesa         | Antonio Roman      |
| Weltergewicht (bis 67 kg)       | Juan Hernández Sierra | Freddy Dominguez       | Ramon Sanon        |
| Weltergewicht (bis 67 kg)       | Juan Hernández Sierra | Freddy Dominguez       | Ernesto Cabrera    |
| Halbmittelgewicht (bis 71 kg)   | Anibal Rodríguez      | Juan Carlos Lemus      | Pedro Duarte       |
| Halbmittelgewicht (bis 71 kg)   | Anibal Rodríguez      | Juan Carlos Lemus      | Jorge Duquesne     |
| Mittelgewicht (bis 75 kg)       | Ariel Hernández       | Juan Cumba             | Osmani Pérez       |
| Mittelgewicht (bis 75 kg)       | Ariel Hernández       | Juan Cumba             | Reinier Collut     |
| Halbschwergewicht (bis 81 kg)   | Dihosvany Vega        | Juan Carlos Gómez      | Gerardo Deroncelet |
| Halbschwergewicht (bis 81 kg)   | Dihosvany Vega        | Juan Carlos Gómez      | Williams Peña      |
| Schwergewicht (bis 91 kg)       | Félix Savón           | Freddy Rojas           | Diosdado Ortega    |
| Schwergewicht (bis 91 kg)       | Félix Savón           | Freddy Rojas           | Joel Donatien      |
| Superschwergewicht (über 91 kg) | Roberto Balado        | Leonardo Martínez Fizz | Luis Lázaro Ulacia |
| Superschwergewicht (über 91 kg) | Roberto Balado        | Leonardo Martínez Fizz | Leonardo Enrich    |